# 兰屿鱼藤
兰屿鱼藤（学名： Derris oblonga；達悟語:Malanoso）为豆科鱼藤属下的一个种。

## 扩展阅读
- 維基物種上的相關：兰屿鱼藤